# شينوموري آوشي
شينوموري آوشي 四乃森 蒼紫 وفي النسخ الإنجليزية آوشي شينوموري (أيوشي شينوموري في نسخة سوني)، هو شخصية خيالية بدور قائد مجموعة أونيوابان في عالم روروني كنشين من نوبوهيرو واتسوكي.

## التصميم
واتسوكي استند في تصميمه آوشي على هيجيكاتا توشيزو، مساعد القائد في فرقة شينسنغومي، واتسوكي وصف النسخة من هيجيكاتا التي شاهدها في مويو كين (رواية يابانية عن هيجيكاتا) «برجل مشحون بالقتال فطريا يقاتل حتى الرمق الأخير». وطبقا لواتسوكي فإن إضافة مجموعة أونيوابان أتت في الدقائق الأخيرة، وجد صعوبة في الكتابة عنه بكونه لم يصنع صورة ثابتة لآوشي. قال واتسوكي أن تصميم آوشي الصغير بعمر 13 سنة كان سيستخدم لشخصية أخرى.
أثناء الأحداث في فصل كيوتو، قال واتسوكي أنه تلقى رسالة من قارئ قال فيها «أراهن أن آوشي سيكون واحدا من تلك الشخصيات التي وجدت فقط بالصدفة لمساعدة كنشين في الأوقات اللازمة»، الرسالة كشفت ما أراده واتسوكي الذي قرر أن يجعل آوشي «الرجل الشرير»، فقاتل آوشي ضد أوكينا.

## موجز الشخصية

### الخلفية
شينوموري آوشي تربى كنينجا في مجموعة أونيوابان التي عملت لمصلحة نظام توكوغاوا شوغون في حقبة إيدو، ساعد بتربية ماكيماتشي ميساو منذ طفولتها كفرد في نفس المجموعة، وباقتراح من كاشيوازاكي نينجي (المشهور بأوكينا)، تولى شينوموري القيادة بعمر 15 سنة، في الوقت الذي هزمت المجموعة في قلعة إيدو.
بعد الثورة، لم يتأقلم بعض الأعضاء مع العيش في حقبة ميجي، آوشي وهؤلاء الأعضاء عملوا لصالح رجل الأعمال الفاسد والساعي للسلطة تاكيدا كانريو، من بين أتباع آوشي هناك بيشيمي المختص بالأسهم السامة، هيوتوكو (حرفيا يعني رجل النار) الذي ينفث النار، هان-نيا المتمرس بفنون القتال، وشيكيجو «رجل العضلات».

### الشخصية
آوشي شخص هادئ وذكي، لا يتكلم بغير ضرورة ويفكر قبل أن يتصرف، قد يبدو عديم الإحساس في غالب الأوقات، ما جعل ياهيكو ميوجين يصفه «الأحمق الكئيب»، لا يبتسم آوشي إلا نادرا وبغير انتباه الآخرين، لكن نقطة ضعفه في أصدقائه وماكيماتشي ميساو.
قد يظهر آوشي بالشخص الهادئ، لكن من الملاحظ الهاجس المسيطر عليه بالرغبة في هزيمة كنشين، بعد موت هان-نيا، شيكيجو، بيشيمي، وهيوتوكو يهرب آوشي من قصر كانريو مصعوقا بمقتلهم، لكنه يطور أسلوب قتاله رغبة بإثبات قوة مجموعة أونيوابان.

### فنون القتال
سلاح آوشي هو كوداتشي (سيف قصير)، سيف وصف في السلسلة بالسلاح القابل لاستخدامه كدرع نظرا لخفة وزنه وسهولة استخدامه في الصد، يستخدم آوشي سيفين من كوداتشي محفوظين في غمد واحد، ويدمج معهما سرعته وضربات اليد. القائمة التالية تسرد فنون القتال التي يمارسها آوشي:
- أونمايو كوسا (التقاطع الداكن): يصد آوشي ضربة الخصم بسيف كوداتشي، ثم يهاجم بالسيف الآخر.
- جيسين كينبو (رقصة السيف في المعركة الحقيقية): هجمة مزدوجة تستخدم «ريوسوي نو أوغوكي» للانتقال حول العدو المرتبك بسبب اختلاف السرعة، يبدأ بعدها آوشي بالهجوم من نقاط مختلفة مستخدما سيفه كوداتشي، ثم ينهي ذلك بهجمة «كايتين كينبو». نقطة الضعف تكمن في الانتقال من وضعية الدفاع إلى الهجوم، الأمر الذي اكتشفه كنشين وبعده شيشيو.
- كايتين كينبو (رقصة السيف اللولبية أو رقصة السيف الدوار): يدعي آوشي استخدام هذه الهجمة للانتصار على «كل من تدخل في قلعة إيدو»، وتتضمن الهجمة التفاف آوشي ثلاث مرات قالبا قبضة يده بالسيف ثم يضرب الخصم ثلاث مرات بخفة، هذه الهجمة تستخدم غالبا بعد إرباك الخصم بهجمة «ريوسوي نو أوغوكي».
- كايتين كينبو روكورين (رقصة السيف الدوار الضربات الست المتعاقبة): آوشي يمسك سيفه كوداتشي مقلوب اليد ثم يضرب الخصم ست ضربات متعاقبة خاطفة من الجانبين (تعتمد على تشتيت تنبؤ الخصم لمكان قدوم الضربة التالية). إنها بالأساس ضربة كايتين كينبو ولكنها تؤدى بسيفي كوداتشي.
- أونمايو هاسهي (ضربة الغروب إلى الفجر): يرمي آوشي كلا سيفي كوداتشي نحو الخصم ضاربا آخر السيف الأول بالسيف الثاني ليعطي اندفاعا كبيرا، السيف الثاني مختف وراء الأول ولهذا يرى الخصم سيفا واحدا على مدى نظره.
- غوكو جوجي (تقاطع ين-يانغ): يضع آوشي سيفي كوداتشي بشكل متقاطع ويتجه للخصم كأنه يحمل مقصا.
- ريوسوي نو أوغوكي (حركة الماء الجاري): هذه الحركة يقوم آوشي فيها بالدوران حول الخصم بهدوء بسرعات متعاقبة بين البطء والسرعة ما يشتت تركيز الخصم بسبب التبدل في السرعة، ويمكن التغلب على هذه بانتظار اللحظة التي يبدل فيها إلى الهجوم.

## موجز القصة
بعمله كحارس شخصي لدى كانريو في عصابة الأفيون، آوشي واجه كنشين الذي حاول إنقاذ تاكاني ميغومي، أثناء المواجهة اتضح أن آوشي أراد قتل كنشين الذي عرف سابقا بالشهير هيتوكيري باتوساي، بعد قتال عنيف هزم آوشي بضربة ثانية على حلقه من سيفه كوداتشي بعد أن نجا كنشين بصعوبة من ضربة خفف من حدتها بغمد سيفه. كانريو انقلب على آوشي وقتل رجاله الأربعة بمدفع رشاش لمحاولتهم حمايته، بعد أن يقبض كنشين سيفه تنفذ الطلقات من كانريو (في الأنمي يتسبب بيشيمي بتعليق شريط الطلقات بسبب سهمه الذي أطلقه ما يسمح لكنشين بالاقتراب من كانريو) ليقبض عليه، بعد مقتل رفاقه تزداد عزيمة آوشي على هزيمة كنشين، مضيفا أن كل ما يستطيع فعله لأجل رفاقه القتلى هو الاستحواذ على لقب الأقوى قبل أن تنبت الأزهار على قبورهم.
ولتحقيق هدفه يتمرن آوشي بكثافة وبعد أشهر يصل كيوتو بحثا عن كنشين الذي وصلها مع ماكيماتشي ميساو، ينضم آوشي إلى شيشيو ماكوتو رغم رفضه المبدئي وذلك أملا في العثور على كنشين، لم يسمح هدفه لأي كان بالوقوف أمامه فاضطر لقتال أوكينا رفيقه السابق في مجموعة أونيوابان وإلحاق الأذى الشديد به، يطلب أوكينا من كنشين تصفية آوشي لكن كنشين يشدد على ملاحظته أن آوشي في أعماقه لا يستطيع التعرض لرفاقه السابقين وإلا لما بقي أوكينا على قيد الحياة.
على مشارف نهاية فصل كيوتو تقوم المعركة المنتظرة بين كنشين وآوشي، ينقذ كنشين آوشي من جنونه موضحا أن الموت ليس الطريق للحل، ولإنهاء النزاع يتفق الاثنان على استخدام أقوى حركة لكل منهما لتحديد الأقوى ما ينتهي الأمر بانتصار كنشين. وعلى نهاية معركة شيشيو ينضم آوشي لهدر الوقت لمصلحة كنشين الذي سقط جراء ضربة سيف شيشيو السرية الثانية.
يقضي آوشي بعدها وقته في التأمل داخل معبد متفكرا في كل ما قام به، قبل رحيل كنشين من كيوتو يقدم كنشين دعوة إلى آوشي لاحتساء الشراب (ساكي) معه، يرفض آوشي العرض (مبررا أنه لا يشرب)، لكن يفصح عن رغبته بشرب الشاي معه عندما يتقابلان فيما بعد.
في فصل جينتشو، يعود آوشي إلى طوكيو مع ميساو لتسليم مذكرات يوكيشيرو توموي إلى كاميا كاورو، يصل الاثنان ويكتشفان «موت» كاورو لكن سرعان ما يكتشف آوشي اللغز ويوضح أن الجثة المنسوبة إلى كاورو ليست سوى دمية، يهزم آوشي صانع الدمية غياين الذي يعود إلى المقبرة محاولا استرجاع عمله الفني، ينضم آوشي إلى كنشين في عملية إنقاذ كاورو من جزيرة يوكيشيرو إنيشي، ويهزم فيها سوزاكو أحد حراس إنيشي الأربعة تاركا كنشين يواجه إنيشي، بعد الانتصار يعود آوشي مع الباقين إلى طوكيو، وفيها يعلن رغبته بالعودة إلى كيوتو مع ميساو لأن منطقة الجبال المرتفعة حيث دفن فيها رفاقه ستحل عليها الشتاء قبل أن تحل على السهول، وأنهما سيعيدان دفنهم في مكان أكثر مناسبة. وقبل الرحيل، يلبي طلب كنشين في كيوتو عندما دعاه لشرب الشاي.

## اقرأ أيضا
- مجموعة أونيوابان
- ماكيماتشي ميساو، ابنة قائد المجموعة السابق التي اعتنى بها